# Interdiction de livres aux États-Unis depuis 2021

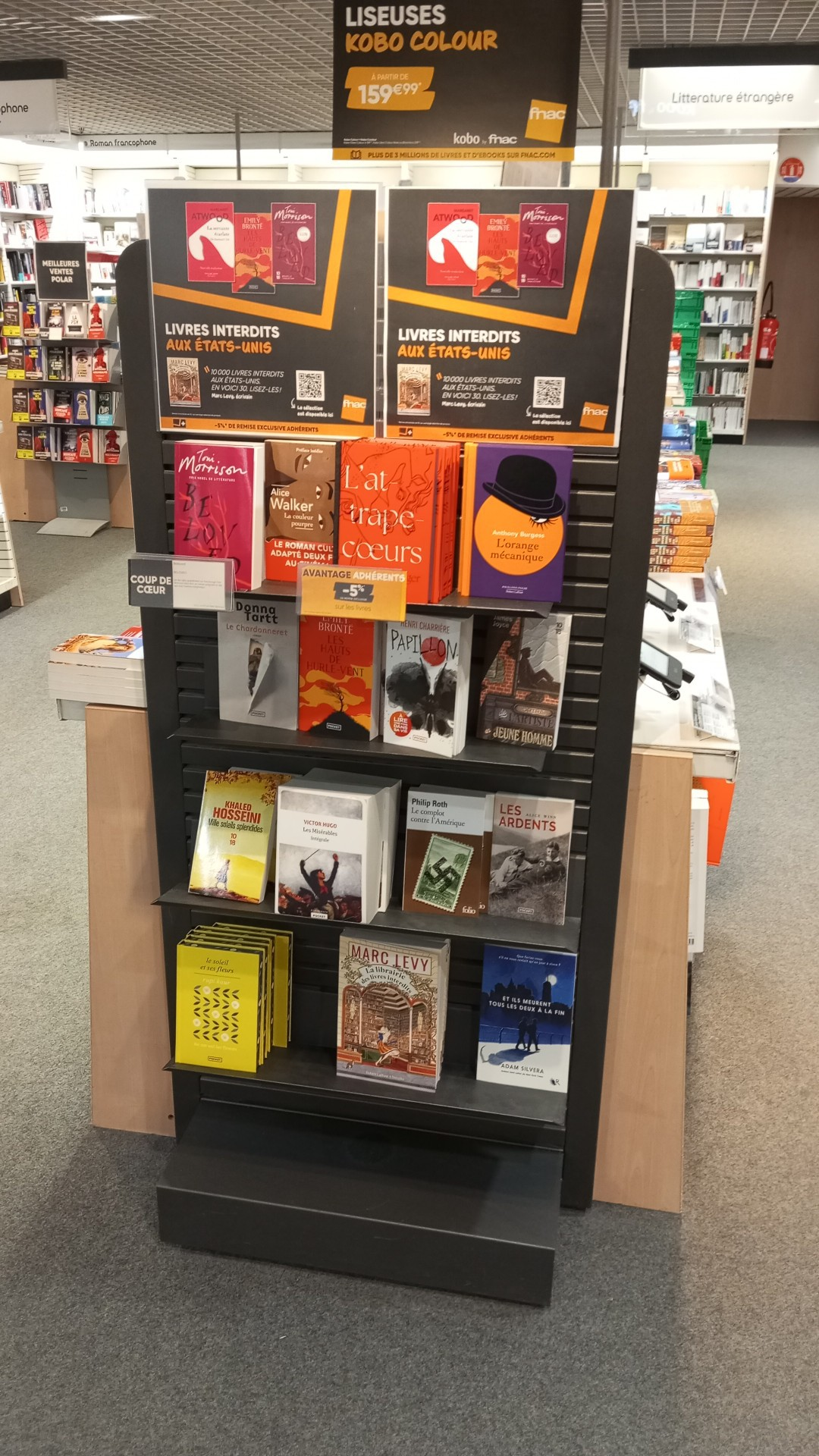
Sélection par la Fnac de Dijon (Côte-d'Or, Bourgogne-Franche-Comté, France) de traductions françaises de livres qui étaient censurés aux États-Unis en mai 2025.
De haut en bas et de gauche à droite : première rangée: Beloved de Toni Morrison, La Couleur pourpre d'Alice Walker, L'Attrape-cœurs de J.D. Salinger, L'Orange mécanique d'Anthony Burgess. Deuxième rangée : Le chardonneret de Donna Tartt, Les Hauts de Hurle-Vent d'Emily Brontë, Papillon d'Henri Charrière, Portrait de l'artiste en jeune homme de James Joyce. Troisième rangée : Mille soleils splendides de Khaled Hosseini, Les Misérables de Victor Hugo, Le complot contre l'Amérique de Philip Roth, Les ardents d'Alice Winn. Quatrième rangée : Le soleil et ses fleurs de Rupi Kaur, La Librairie des livres interdits de Marc Levy, Et ils meurent tous les deux à la fin d'Adam Silvera. L'affiche placée au sommet fait la promotion des Hauts de Hurlevents, de Beloved, de La Librairie des livres interdits ainsi que de La Servante écarlate de Margaret Atwood.

Depuis 2021, des milliers de livres ont été interdits, ou ont vu leur accessibilité restreinte, dans certaines régions des États-Unis. La plupart des livres ciblés traitent de la race, du genre ou de la sexualité. Contrairement à la plupart des demandes d'interdiction de certains livres ayant eu lieu par le passé, au cours desquels les parents ou d’autres parties prenantes de la communauté engageaient un débat avec les enseignants et les administrateurs scolaires autour d'un titre en particulier, ces groupes locaux reçoivent désormais le soutien d’organisations conservatrices qui s’efforcent de coordonner les actions sur ces thématiques au niveau national. Elles sont également désormais plus susceptibles de s'engager dans des actions juridiques et législatives plutôt que de simples discussions auprès des écoles locales. Les journalistes, les universitaires, les bibliothécaires et d’autres professions concernées considèrent généralement que ces demandes de censure de livres, coordonnées et souvent bien financées, s'inscrivent dans un mouvement réactionnaire plus large, visant à restreindre ce que les étudiants devraient apprendre en matière de  préjugés systémiques et d’Histoire des États-Unis. Des centaines de livres ont été censurés, y compris des exemples très médiatisés et connus aux États-Unis, comme Maus d'Art Spiegelman, New Kid de Jerry Craft et La Servante écarlate de Margaret Atwood.
L'American Library Association (ALA) a recensé 1 269 demandes de censure de livres en 2022. Il s’agit du niveau le plus élevé jamais enregistré par l’organisation depuis qu’elle a commencé à collecter des données sur la censure, plus de 20 ans auparavant. Une analyse réalisée en 2023 par le Washington Post révèle que la majorité des démarches de contestations de livres engagées dans plus de 100 districts scolaires au cours de l'année scolaire 2021-2022 ont été déposées par seulement 11 personnes.
Le bilan de l'année 2023 a été encore plus élevé, avec 4 240 titres différents ayant été visés, à l'échelle nationale, via 1 247 demandes déposées envers des livres et d'autres ressources disponibles en bibliothèque, comme des bases de données de recherche pédagogique. Par rapport à 2022, cela représente une augmentation de +11 % d'actions engagées contre des titres présents dans les bibliothèques scolaires, et de +92 % pour les titres destinés présents en bibliothèques publiques.
Le Bureau de la liberté intellectuelle de l'American Library Associations a publié des données préliminaires pour 2024, indiquant qu'« Entre le 1er janvier et le 31 août 2024, le Bureau de la liberté intellectuelle de l'ALA a recensé 414 tentatives de censure à l'encontre de documents et de services disponibles en bibliothèque. Dans ces cas, 1 128 titres différents ont été ciblés. Au cours de la même période [en 2023], l'ALA avait recensé 695 demandes de censure envers 1 915 titres. Bien que le nombre de signalements à ce jour [en septembre 2024] ait diminué pour 2024, le nombre de tentatives documentées de censure de livres continue de dépasser de loin les chiffres d'avant 2020. »,.
Selon une enquête menée par l'association internationale d'écrivain PEN America, environ 10 000 livres ont été interdits dans les écoles américaines en vertu des lois de censure imposées par les Républicains au cours de l'année scolaire 2023-2024, soit presque le triple de l'année scolaire précédente. De nombreux titres ciblés traitaient des questions autour des minorités raciales et sexuelles. Les interdictions de livres sont en grande partie le résultat de lois adoptées dans les États dirigés par les Républicains,. Le 24 janvier 2025, le Bureau des droits civils du ministère de l’Éducation sous Trump a refusé de s'impliquer dans 11 affaires concernant des demandes d'interdiction de livres dans les écoles, et a supprimé un poste d'observateur chargé d’enquêter sur ces questions. Le ministère a ensuite publié un communiqué de presse déclarant qu'ils avaient mis fin à ce qu'ils ont appelé « le canular de Biden concernant l'interdiction des livres »,,.
Les défenseurs de la liberté d’expression, des universitaires, des journalistes et d’autres critiques ont replacé cette intensification des campagnes d’interdiction de livres au sein d’un effort plus vaste, aux niveaux local et des États, ayant pour objectif d'imposer une vision idéologiquement biaisée des États-Unis, de leur Histoire et de leur culture. À la suite de recours, certaines lois interdisant des livres, comme l'Arkansas Act 372, ont été jugées par les tribunaux comme étant anticonstitutionnelles, et ont donc été invalidées,.

## Contexte et portée
À l'automne 2021, l'American Library Association (ALA) avait reçu 330 signalements de censure de livres, un taux qu'elle a qualifié de « sans précédent », mais également de sous-estimé, car l'ALA estime que 82 % à 97 % de ces demandes n'avaient pas été signalées,. Seulement 1 % de ces demandes avaient été lancées par des élèves ou des étudiants, la plupart provenaient de leurs parents ou d'autres usagers de la bibliothèque. Le New York Times a rapporté en janvier 2022 que « les parents, les militants, les responsables des conseils scolaires et les législateurs de tout le pays remettent en question les livres à un rythme jamais vu depuis des décennies ». En avril 2022, l'association d'écrivains et organisation à but non-lucratif PEN America avait constaté, au cours des neuf mois précédents, 1 586 interdictions de livres visant 1 145 titres différents. Le même mois, l'ALA a publié son rapport annuel sur la censure des livres, constatant qu'il y a eu 729 tentatives de suppression de documents scolaires, universitaires ou de bibliothèques en 2021, donnant lieu au retrait des rayons ou à la restriction d'accès touchant 1 597 titres. Il s’agit du nombre le plus élevé de restrictions d'accès et de retraits de livres que l’ALA ait enregistré en une seule année, depuis que l’organisation a commencé à mesurer la censure de livres il y a plus de 20 ans. Au cours des huit premiers mois de 2022, l'ALA a reçu 681 rapports de demande de censure de livres ciblant 1 651 titres différents. La plupart des livres visés traitent de la race, du sexe, ou de l’orientation sexuelle ou de genre,,,,.
Les parents, les enseignants, les étudiants et les autres personnes concernées expriment souvent des inquiétudes concernant les œuvres que les étudiants lisent à l’école. En règle générale, le processus pour demander le retrait d’un livre des programmes scolaires ou des bibliothèques implique que les toutes les parties le lisent, débattent de sa pertinence et prennent une décision, concernant un seul enseignant, ou au niveau d’une classe, d’une école ou d’un district scolaire. La vague de demande d'interdictions, ayant abouties ou non, en 2021-2022, sort de ce modèle en raison de son nombre élevé, ainsi que par les tactiques employées et l'implication de personnalités politiques. Les organisations, militants et politiciens conservateurs ont été à l’origine de la majorité de ces demandes. Ils ont agi en déclenchant des processus politiques de plus haut niveau que d’habitude, en envoyant des pétitions et des propositions de loi aux législateurs, plutôt que de ne s'adresser qu'aux seuls enseignants et administrateurs scolaires au niveau local,.
L’implication des groupes de pression organisés au niveau national démarque également la tendance de l'année 2021-2022 des enjeux autour du livre tels qu'ils étaient jusque-là. Des organisations comme No Left Turn in Education et Parents Defending Education opèrent à l'échelle nationale, sont en lien avec de riches donateurs et d'autres organisations conservatrices, tout fournissant des ressources, des connexions et une stratégie sophistiquée à des groupes de parents locaux pour les développer, les soutenir et les mobiliser,,. Selon NBC News, en juin 2021, il y avait « au moins 165 groupes locaux et nationaux voulant perturber les cours abordant la race et le genre ». Plusieurs de leurs actions ont commencé avec des listes de livres partagées en ligne par des groupes de pression conservateurs comme No Left Turn in Education et Moms for Liberty. Ces listes sont distribuées aux parents, qui vérifient ensuite si les écoles et les bibliothèques locales possèdent des exemplaires des titres répertoriés,. No Left Turn in Education, par exemple, tient à jour des listes de livres incorporant des catégories « théorie critique de la race », « lutte contre la police » et « éducation sexuelle compréhensive », qui, selon eux, « sont utilisés pour diffuser des idéologies radicales et racistes auprès des étudiants »,. L'un des résultats de cette stratégie de distribution de listes est le fait que de nombreuses demandes de censure proviennent de personnes qui n’ont pas réellement lu les livres dont elles demandent l’interdiction.
NBC News rapporte que même si ces groupes fonctionnent indépendamment les uns des autres, « ils partagent des stratégies similaires de perturbation, de médiatisation et de mobilisation. Les groupes envahissent les réunions sur la gestion des écoles, inondent les administrations des districts de demandes d'auditions publiques afin de leur faire perdre du temps et déposent des poursuites et des plaintes au niveau fédéral relatives à une prétendue discrimination envers les étudiants blancs. ». Un parent habitant à Rhode Island a soumis à lui seul plus de 200 demandes d'auditions publiques auxquelles il a fallu 300 heures de travail au personnel pour répondre. Dans certains endroits, ils se sont associés avec d’autres militants contre les restrictions de santé publique dans les écoles pendant la pandémie de COVID-19. Ces groupes ont également réussi à attirer l’attention des médias conservateurs,. Selon Maurice T. Cunningham, professeur de sciences politiques à l'Université du Massachusetts, ces groupes dits de défense des droits des parents sont « étroitement liés au Daily Caller, à Breitbart [et] à Fox News ».
En 2020, le meurtre de George Floyd et d’autres Afro-Américains non-armés par les forces de l’ordre ont donné lieu à de nombreuses manifestations contre la brutalité policière et le racisme systémique. Le débat public sur ces concepts a conduit certains enseignants et certaines écoles à parler davantage du racisme avec leurs élèves. Ce phénomène, et de manière générale le mouvement Black Lives Matter, ont également alimenté un mouvement réactionnaire prônant l’enseignement aux étudiants d’une version idéalisée de l’Histoire des États-Unis, qui passe sous silence ou "blanchit" des problèmes comme le racisme. Les travaux journalistes et des universitaires sur la censure des livres aux USA dressent souvent des liens entre la contestation croissante envers les livres, et d'autres éléments de ce mouvement réactionnaire, en particulier les restrictions imposées autour de l'enseignement de la « théorie critique de la race », qui empêchent les étudiants d'en apprendre davantage sur le racisme systémique et l'Histoire de la race aux États-Unis,,,. Des lois relatives à l'enseignement aux enfants des notions de race et d'inégalité ont été introduites ou adoptées dans au moins 29 États, la plupart des lois étant conçues pour mettre un terme à la « théorie critique de la race ». Ces lois, qui utilisent un langage vague interdisant l’enseignement des privilèges liés à la race, au sexe, ou aux biais institutionnels aux États-Unis, ont conduit au retrait de nombreux livres,. NBC News a décrit l'utilisation du terme « théorie critique de la race » dans ce contexte comme « un terme fourre-tout pour désigner ce que les écoles appellent souvent des programmes d'équité, l'enseignement sur le racisme ou les politiques d'inclusion des LGBTQ ». Ebony Elizabeth Thomas, professeure spécialiste des questions d'éducation à l'Université du Michigan, a résumé le problème comme « le fait de présumer que par défaut tout ce qui est noir relève de la théorie critique de la race ».
Les partisans du retrait des livres utilisent comme argument comment certains types de cours traitant du racisme et de l'Histoire peuvent mettre les étudiants mal à l'aise et faire culpabiliser les étudiants blancs. Dans d'autres cas, les livres visés ont été écrits par ou à propos des personnes de couleur ou de la communauté LGBTQ, mais les raisons invoquées pour demander le retrait sont liées au blasphème ou au sexe. Par exemple, The Hate U Give (aussi parfois publié en français sous le titre La haine qu'on donne) d'Angie Thomas raconte l'histoire d'une jeune fille noire issue d'un quartier pauvre, qui fréquente une école privée d'élite à prédominance blanche, et se retrouve empêtrée dans une affaire médiatisée au niveau national après avoir vu un policier blanc tuer son ami d'enfance. Il a été l'un des livres attirant le plus de demandes de retraits, principalement parce qu'il contient des blasphèmes.
Selon Richard Price, professeur à l'université Weber State étudiant la censure des livres, il existe un « cycle d'anxiété dans lequel les personnes tentant de censurer des livres [book challengers] sont motivés par des inquiétudes et des craintes éprouvées face à un monde en mutation. Et donc, quel que soit le problème du moment, cela pousse généralement ces gens à essayer de censurer des livres ». Avant que l’accent ne soit mis sur la théorie critique de la race en 2020, les livres les plus couramment interdits concernaient l’inclusion des LGBTQ. Dans une analyse publiée dans le Washington Post, Valerie Strauss a recontextualisé les interdictions dans l'Histoire de la censure des livres aux États-Unis, remontant jusqu'aux accusations de blasphème en 1650 à l'encontre The Meritorious Price on Our Redemption de William Pynchon (jamais traduit en français), et couvrant les évolutions de ce phénomène jusqu'aux polémiques autour des Aventures de Huckleberry Finn et de la saga Harry Potter, qui ont été les livres les plus décriés entre 2000 et 2009. Strauss, et l'historien de l'éducation Adam Laats, ont relié cette tendance aux défis posés par l'ouvrage de Darwin Sur L'Origine des espèces et la théorie de l'évolution dans les écoles au début du XXe siècle, qui, selon Laats, avait amené à l'élaboration de stratégies similaires, basées sur la mobilisation des parents d'élèves pour déborder les administrations scolaires et faire des propositions de loi à grande échelle, en prétendant défendre la moralité des enfants.
Fin 2022 et début 2023, les efforts de censure se sont encore intensifiés, et des responsables publics de plusieurs États ont proposé de fermer des bibliothèques, ou de supprimer le financement des systèmes de bibliothèques, qui étaient considérés comme facilitant la disponibilité des livres contestés,,.
Une analyse réalisée en 2023 par le Washington Post révélait que la majorité des demandes de retrait de livres dans plus de 100 districts scolaires au cours de l'année scolaire 2021-2022 ont été déposées par seulement 11 personnes. Selon une enquête menée par l'association d'écrivains PEN, environ 10 000 livres ont été interdits dans les écoles américaines, à la suite des lois de censure déposées par les Républicains au cours de l'année scolaire 2023-2024. Ce chiffre est presque trois fois supérieur à celui de l'année universitaire précédente, qui avait déjà connu un niveau record d'interdictions de livres.
Le 24 janvier 2025, le ministère de l'Éducation sous Trump a publié un communiqué de presse indiquant qu'il avait mis fin au « canular de l'interdiction des livres de Biden » ["Biden's Book Ban Hoak"] et que le Bureau des droits civils du ministère de l'Éducation avait rejeté 11 cas concernant des livres contestés dans les écoles. Ils ont également supprimé le poste de coordinateur chargé des interdictions de livres, chargé d'enquêter sur les districts scolaires accusés de censure,.

## Réactions

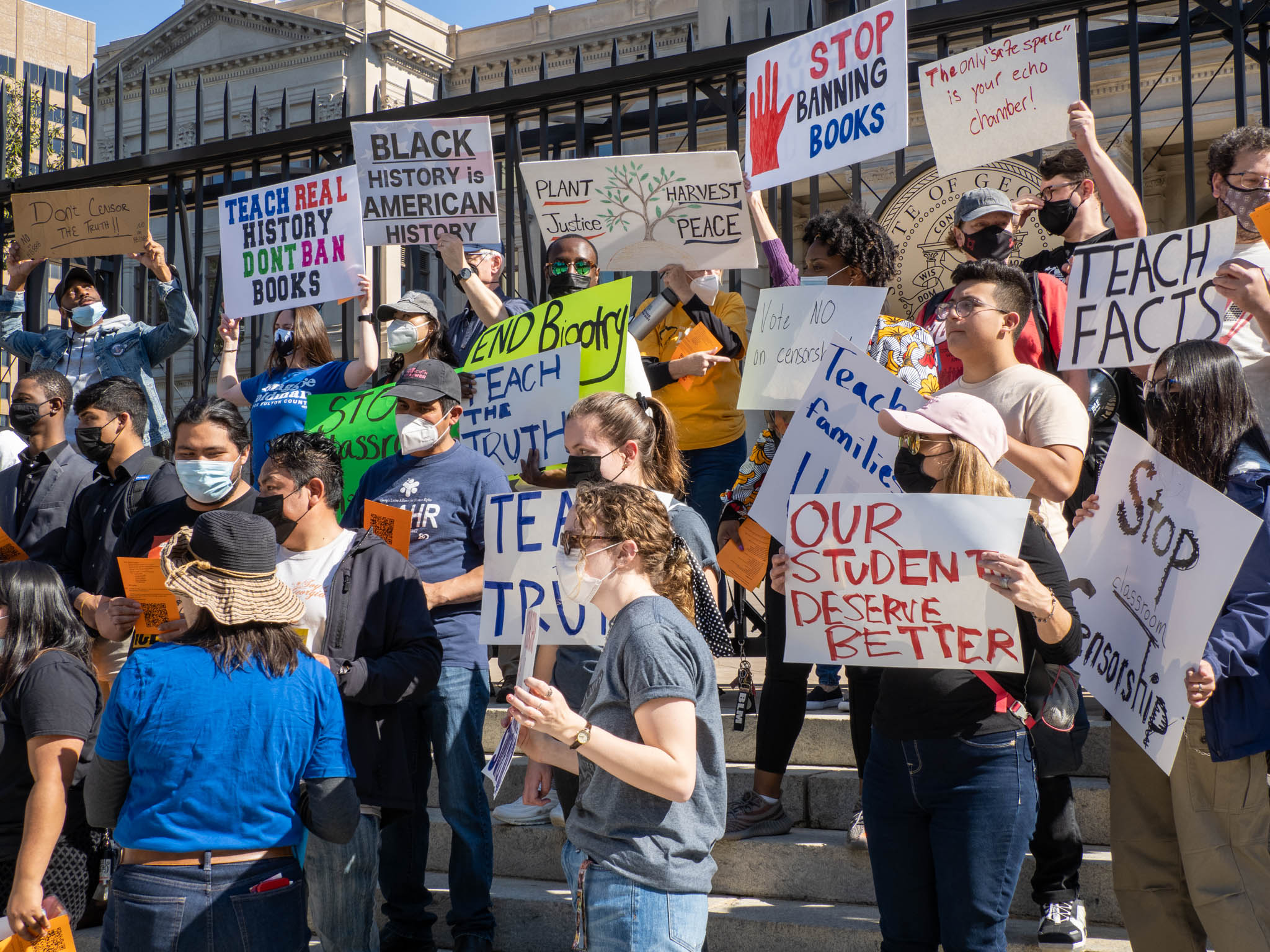
Manifestation contre l'interdiction de livres au Capitole de l'État de Géorgie, 2022

Les défenseurs de la liberté d’expression, les universitaires, les journalistes et d’autres critiques ont recontextualisé ces campagnes de censure comme faisant partie d’un mouvement plus vaste, utilisant la politique et la législation, quelles soient locales ou au niveau des États, pour imposer une version idéologiquement biaisée des États-Unis, de leur Histoire et de leur culture aux institutions éducatives. Melissa Harris-Perry, de The Takeaway, désigne l'inconfort de certains élèves autour de questions telles que l'identité de genre comme l'une des raisons les plus courantes quand une demande de censure est effectuée, mais que « cet inconfort est probablement imposé par les adultes aux jeunes apprenants », qui sont généralement plus tolérants et plus susceptibles de penser selon un modèle différent des rôles de genre traditionnels que leurs parents. Shauntee Burns-Simpson, de la Bibliothèque publique de New York, souligne que l'utilisation d'une citation ou d'une page hors-contexte, ensuite utilisée comme si elle était représentative de l'ouvrage entier, est un problème récurrent. Burns-Simpson note également que l'interdiction du livre ne rend pas seulement plus compliqué l'accès au texte qu'il contient, mais empêche aussi de tenir un débat argumenté sur les concepts qu'il soulève.
L'American Library Association a publié une déclaration signée par son comité exécutif et les conseils d'administration de ses huit divisions, en réponse à « une augmentation spectaculaire des demandes de restriction d'accès et de retrait pur et simple de livres [disponibles dans les rayons] des bibliothèques ». Les signataires condamnent « quelques organisations [qui] avancent l'idée selon laquelle les voix des marginalisés n'ont pas leur place sur les étagères des bibliothèques [...] en prétendant à tort que ces œuvres comme subversives, immorales ou pire [et ces organisations incitent] les autorités à abandonner les principes constitutionnels, à ignorer l'État de droit et à ne pas tenir compte des droits individuels, afin de mettre en place une censure gouvernementale des collections des bibliothèques »,. Une porte-parole de l'ALA a déclaré à ABC News que, pendant la période qu'elle préparait son rapport sur la censure des livres, elle n'avait « jamais vu un effort aussi généralisé pour supprimer les livres sur la diversité raciale et de genre ».
Un porte-parole de la Coalition nationale contre la censure a déclaré que les événements étaient « préjudiciables à toutes les parties prenantes », y compris les enseignants qui doivent s'y conformer, les élèves qui ne lisent plus des histoires qui reflètent le monde qui les entoure, et les étudiants issus de groupes marginalisés décrits dans les histoires, qui apprennent « que leurs propres histoires et leurs propres vies ne sont pas bonnes à transmettre ». En réponse au nombre croissant d'interdictions de livres et de contestations visant les documents LGBT, la Queer Liberation Library a été créée en 2023. Il s'agit d'une bibliothèque en ligne destinée à recueillir des ressources en ligne sur les thématiques LGBTQ+, et les laisser disponibles en format numérique sur internet à toute personne résidant aux États-Unis.
Lors d'un événement organisé à la Maison Blanche en l'honneur des éducateurs, le 24 avril 2023, le président Joe Biden a déclaré : « Je n'aurais jamais pensé être un président qui devrait se battre contre des élus qui essaient d'interdire et interdisent les livres. Les étagères vides n'aident pas vraiment les enfants à apprendre. Et je n'ai jamais rencontré de parent qui souhaitait qu'un politicien dicte à son enfant ce qu'il pouvait apprendre, ce qu'il pouvait penser ou qui il pouvait être. » En juin 2023, l'administration Biden a annoncé que le président avait nommé un coordinateur au ministère américain de l'Éducation pour faire face à l'augmentation du nombre d'interdictions de livres. Le coordinateur a pour fonction de former et conseiller les districts scolaires sur la manière dont les censures de livres peuvent violer les lois fédérales relatives aux droits civiques, en créant des environnements hostiles aux étudiants,.
L'Illinois est le premier État du pays à avoir promulgué une loi visant à restreindre la marge laissées aux bibliothèques publiques locales pour appliquer les mesures de censure livres. La loi coupe le financement public à toute bibliothèque qui se baseraient sur des raisons « partisanes ou doctrinales » pour censurer un livre. Elle rend contraignante la Déclaration des droits des bibliothèques publiée par l'American Library Association. Le gouverneur JB Pritzker a signé cettre loi le 12 juin 2023, qui est entrée en vigueur au début de l'année suivante.
Plusieurs auteurs dont les œuvres avaient été censurées ont pris la parole. Certains l'ont pris comme un honneur, tandis que d’autres se sont senti blessés. Kalynn Bayron, l'autrice de Cendrillon est morte, a déclaré que « ces choses témoignent du niveau de bigoterie qui existe encore, en particulier dans notre système d'éducation publique ». Kwame Alexander a déclaré que les initiatives de censure de livres auraient eu moins de partisans, si une partie de ceux-ci avaient eux-mêmes eu plus de d'occasions de se confronter à d'autres visions du monde durant le enfance. Mikki Kendall, dont le l'essai Hood Feminism a été l'un de ceux les plus visés par les demandes de censure, a déclaré que les interdictions étaient un « coup de publicité ridicule » qui n'empêcherait pas réellement les enfants de lire ces livres car « il n'y a rien de plus attrayant pour un enfant qu'un livre interdit ». Jason Reynolds, co-auteur de All American Boys, a déclaré que les interdictions visaient davantage à laisser les parents « faire tout ce qu'ils peuvent pour protéger les jeunes des choses qui les effraient eux, et non des choses qui effraient les enfants ».
Dans de nombreux cas, l'interdiction de certains titres a conduit à une augmentation des ventes de ces livres, comme les œuvres de Jerry Craft, Toni Morrison et Adam Rapp. L'attention attirée sur les titres interdits, et la facilité d'accès accrue à l'ère d'Internet, signifient que la censure d'un livre a des conséquences moins importantes qu'auparavant, lorsque l'accès aux livres format physique étaient plus difficiles, ce qui fait que la censure relève davantage de l'acte symbolique. Certains critiques soulignent aussi que certaines mesures de censure visent surtout à punir ou intimider les enseignants et les bibliothécaires, plutôt qu'à limiter l'accès des étudiants aux ouvrages concernés. Par exemple, une proposition de loi déposée dans l’Iowa permettrait de poursuivre pénalement les bibliothécaires,. Ada Palmer, professeure d'Histoire à l'Université de Chicago, a déclaré que, historiquement, l'objectif principal de la censure n'était pas de « réduire au silence ou de détruire des livres ou des œuvres qui existent déjà [mais] d'effrayer les gens et de les décourager de lire, d'acheter ou de créer des œuvres similaires à l'avenir ».
Plusieurs commentateurs ont fait valoir qu'il était hypocrite de la part des polémistes et des politiciens conservateurs de soutenir l'interdiction de livres susceptibles de mettre les étudiants mal à l'aise tout en critiquant violemment la « cancel culture »,,. Adam Szetela de Newsweek estime que la droite comme la gauche étaient « coupables » d'interdire des livres, citant l'interdiction de Ne tirez pas sur l'oiseau moqueur dans les écoles californiennes, le retrait des livres du Dr Seuss des bibliothèques et des librairies, et les vidéos de libertariens brûlant des exemplaires d'Harry Potter. Angela Haupt du Washington Post a également noté les efforts déployés par les politiciens et certains parents démocrates pour interdire les livres contenant un langage raciste, des insultes raciales et des personnages de « sauveurs blancs », notamment Les aventures de Huckleberry Finn, Ne tirez pas sur l'oiseau moqueur et Des souris et des hommes. Katherine Mangu-Ward, de Reason, a noté que la liste des livres restreints d'accès et interdits de l'ALA « suggère que [ces] livres ont tendance à être étiquetés à droite - avec une proportion croissante de livres censurés comportant des thèmes ou des personnages homosexuels, par exemple - bien que les demandes de censure de livres proviennent de tout le spectre des préférences politiques et esthétiques », mais ajoute que « l'on peut se demander si le parti pris de la liste est un artefact des préoccupations des collectionneurs ou simplement le reflet d'une réalité sous-jacente ». Kyle Smith de National Review accuse les médias de faire preuve de double-standard, en qualifiant le retrait de Maus du programme scolaire du comté de McMinn, dans le Tennessee, par l'administration scolaire de « censure », sans utiliser le même terme à propos du retrait de Ne tirez pas sur l'oiseau moqueur du programme obligatoire par l'administration scolaire de l'État de Washington.

### Organisations et programmes s'opposant à la censure des livres
- Books Unbanned, un programme porté par des bibliothèque des États-Unis, permettant aux bibliothèques situées dans les endroits où les livres sont censurés d'y avoir un accès électronique[53]
- Le Banned Book Club, un outil en ligne permettant à ses utilisateurs de consulter quels livres sont interdits par ses bibliothèques à proximité[54].
- La Queer Liberation Library, une bibliothèque numérique qui vise à fournir des ressources numériques aux communautés LGBTQ+ vivant dans des zones où l'accès aux livres physiques traitant de thématiques LGBT est restreint[41].
- La Semaine des livres interdits, une campagne annuelle de sensibilisation attirant l'attention sur les livres interdits ou restreints d'accès[55].
- La Freedom to Read Foundation, une organisation à but non lucratif, dont l'objectif est de lutter contre la censure, qui s'est montrée active dans plusieurs cas de demandes de retrait de livres de bibliothèques basées sur le Premier amendement de la Constitution des États-Unis[56].
- Le Moon Palace Books, une librairie indépendante de Minneapolis, dans le Minnesota, s'étant associée avec Annie's Foundation, une organisation anti-censure basée dans l'Iowa, afin d'envoyer dans cet État des livres qui y sont censurés[57].
- La Bibliothèque publique de Brooklyn propose une carte de bibliothèque gratuite permettant de consulter des livres électroniques, dans le cadre de son initiative Books Unbanned[58],[59].
- La Bibliothèque Quatrefoil, une bibliothèque LGBTQ, indépendante et à but non lucratif, située à Minneapolis, offre des cartes de bibliothèque gratuites à toute personne dans le monde qui en ferait la demande[60].

## Lois et cas notables

### District scolaire de Central York (Pennsylvanie)
En août 2020, un comité de diversité du district scolaire du comté de York, en Pennsylvanie, a composé une liste de recommandation de lectures à destination des étudiants et des adultes impliqués auprès des écoles, dans le contexte des Manifestations et émeutes consécutives au meurtre de George Floyd. Bien qu'elle ait été créée afin d'aider les élèves à comprendre les questions autour des couleurs de peau, des représentations de la diversité ethnique et de leur impact culturel, l'administration scolaire l'a utilisé comme liste d'ouvrages à retirer, votant un « gel » de leurs prêts quelques mois plus tard. Si la décision de l'administration est alors passée inaperçue, un e-mail envoyé en août 2021 par le directeur de l'école au personnel s'est heurté à de la résistance. Dans ce mail, le directeur interdisait au professeur d'utiliser en classe le moindre des titres listés. Cette liste était constituée de centaines d’œuvres qui traitaient très majoritairement de la représentation des Afro-Américains et des Latino-Américains aux États-Unis. D'après le New York Times, certains parents craignaient que « les élèves blancs se sentent honteux de leur race ou qu'ils soient "endoctrinés" » par ces livres. Des étudiants ont alors organisé des manifestations devant l'école, chaque jour avant le début des cours, en prenant la défense des titres visés sur les réseaux sociaux, et en portant des t-shirts noirs. Les responsables scolaires se sont défendus en avançant que ces livres ne pouvaient pas être empruntés mais qu'ils n'étaient pas non plus interdits, bien qu'ils n'étaient plus disponibles dans les CDI depuis un an. Un porte-parole de la  Pennsylvania State Education Association au déclaré au York Daily Record que « si vous examinez les ouvrages censurés, la liste est choquante. Ils ont caché les travaux écrits par des auteurs noirs, et en un an ils n'ont toujours rien proposé pour les remplacer ». En septembre 2021, la direction de l'école a organisé une réunion afin de rediscuter des restrictions appliquées à ces livres, et a décidé de ne pas les modifier. Face aux critiques, la direction s'est réunie de nouveau peu de temps après afin de revenir sur sa décision, déclarant qu'elle n'avait jamais eu l'intention de censurer ces ouvrages, qu'elle voulait seulement avoir le temps de les examiner.

### Texas House Bill 3979
Article principal : Texas House Bill 3979 (en)
En juillet 2021 le Texas approuve le "House Bill 3979". Connu comme étant la "loi de la théorie critique raciale", bien plus qu'un champs académique qui devint une objection commune pour les conservateurs, elle restreint la manière et la mesure dont les étudiants peuvent apprendre et échanger autour de la race, du racisme, du sexe, ou sexisme, ou encore le rôle de ces concepts au sein de la culture et de l'Histoire Américaine. La loi, et la confusion sur la manière de la faire respecter, a été source de nombreux défis dans la sphère éditoriale.
En octobre de la même année, Matt Krause (en) (avocat et politicien siégeant à la Chambre des Représentants du Texas) a distribué une liste de 850 livres en lien avec la race, la sexualité, et l'histoire qui " pourraient embarrasser les étudiants " aux superintendants d'établissements scolaires. La plupart des auteurs de ces livres étaient des femmes, des personnes de couleur, ou LGBTQ,,. Krause souhaitait connaître le détail des établissements les détenant ainsi que le montant investis pour se les procurer. La liste incluait une large sélection de bestsellers de fiction et de non fiction ainsi que des livres primés tels que Les Confessions de Nat Turner de William Styron, Between the World and Me de Ta-Nehisi Coates, et Hood Feminism: Notes from the Women that a Movement Forgot de Mikki Kendall (en),,. Les auteurs présents sur cette liste ont réagit avec un mélange de fierté et d'indignation. Le président de l'Association des Enseignants de l'État du Texas l'a qualifié de " chasse aux sorcières " et " d'intrusion politique dérangeante au sein de la classe " qui soulève des inquiétudes légales,. Bien que Krause n'éclaircissait ni ses motivations ni ses intentions, la Texas Tribune a supposé que cela avait un rapport avec le projet de loi 3979 de la Chambre des Représentants.
Le Katy Independant School District retira New Kid de Jerry Craft en octobre 2021 et annula un événement avec l'auteur. Le roman graphique, lauréat du Kirkus Prize (en) 2020, du Newbury Medal, et du Coretta Scot King Award, relate l'histoire d'un garçon noir âgé de 12 ans qui expérimente un choc culturel alors qu'il intègre une école privée. Le district a immédiatement lancé une pétition arguant que le livre promouvait la théorie critique raciale, le Marxisme, et le " racisme inversé ",. La personne à son initiative, qui a aussi poursuivi le district scolaire au sujet du mandat relatif au port du masque durant la pandémie, a déclaré avoir entendu Craft parler de" micro agressions " en interviews, ce qui, de son point de vue, indiquerait une idéologie rattachée à la théorie critique raciale. Selon Craft, il n'était même pas au courant de l'existence de ladite théorie lorsqu'il rédigeait son œuvre. Après avoir reçu une attention nationale, un comité de relecture a décidé de le réinstituer et de reprogrammer les événements de Craft.
En Novembre 2021, le gouverneur Greg Abbott publie son enquête sur la pornographie et l'obscénité accessible aux enfants dans les CDI.
À la suite des investigations de Krause et Abbott, un district de San Antonio retira plus de 400 livres en décembre 2021.

### Mauset les écoles du comté de McMinn (Tennessee)
Maus est un livre de non-fiction d'Art Spiegelman dans lequel il interviewe son père afin qu'il raconte son expérience de Juif polonais et de survivant de l'Holocauste. Cet ouvrage prend la forme d'un roman graphique, où les différents groupes d'individus sont représentés comme des animaux anthropomorphiques. Il s'agit du premier roman graphique à avoir remporté un Prix Pulitzer.
Le 10 janvier 2022, le conseil d’administration des écoles du comté de McMinn, dans le Tennessee, a retiré Maus du programme scolaire, exprimant sa préoccupation quant à son utilisation dans les cours d’anglais en 8ème année (l'équivalent des cours de français de classes de 4ème en France). Auparavant, l’État du Tennessee avait examiné le programme scolaire, et avait approuvé l'utilisation de ce titre, mais la décision du conseil d'administration a pris le pas. Le conseil a justifié sa décision en pointant un " langage cru " et des grossièretés " inutiles " (en désignant au total huit mots, dont " damn " qui est une marque de mécontentement pusillanime), un petit dessin d'un chat nu symbolisant une femme, et des références au meurtre, à la violence et au suicide. Le conseil d'administration se demandait si ce livre était adapté à l'âge des élèves et aux valeurs des écoles concernées.
Son retrait a attiré une attention médiatique internationale, ainsi que de nombreuses critiques, la veille de la Journée du souvenir pour la Shoah et l’héroïsme. Spielgman a qualifié cette décision d'"orwellienne", et a dit que le procès-verbal de la réunion au cours de laquelle elle avait été prise indiquait que le conseil d'administration s'était effectivement demandé " Pourquoi est-ce qu'il ne peuvent pas donner des cours moins sinistres sur l'Holocauste ? ",. De nombreux élus, écrivains, journalistes, bibliothécaires et universitaires ont pris position contre cette décision,. James Blasingame, de l'Université d'État de l'Arizona, a fait remarqué que les raisons pour lesquelles Maus pouvait être perturbant étaient valables pour tous les livres traitant de l'Holocauste.
En raison de l'attention attirée sur ce titre à la suite de cette affaire, Maus a connu un pic de ventes, devenant le livre le plus vendu sur Amazon,,. Une librairie du Tennessee a promis d'offrir un exemplaire de Maus - L'intégrale à n'importe quel étudiant qui en ferait la demande, ce qui a obligé son personnel à lancer une campagne sur GoFundMe afin de pouvoir faire face à la demande.

### La loi des Droits Parentaux dans l'Éducation en Floride
Article principal : Florida Parental Rights in Education Act
Joe Harding, ancien représentant de la Floride, a déposé le 11 janvier 2022 le projet de loi 1557 " Droits parentaux dans l'éducation ", communément appelé le projet de loi " Ne dites pas gay ". Le gouverneur de Floride, Ron DeSantis, promulgue ladite loi le 28 Mars 2022. Le 1er Juillet 2022, la loi prend effet.
Entre autres dispositions la loi interdit les discussions ou l'enseignement de l'identité de genre et de l'orientation sexuelle de la maternelle à la troisième année (équivalent du CE2 en France). De la quatrième année à la douzième (équivalent respectivement du CM1 à la Terminale), la loi restreint ce type de discussions à ce que l'état juge " approprié à l'âge ou au développement " de l'enfant,,. Cependant, en Avril 2023, le Conseil de l'Éducation de Floride vota l'extension de l'interdiction de l'enseignement en classe de l'identité de genre et de l'orientation sexuelle aux classes du CM1 à la Terminale. Seule exception : les cours d'éducation sexuelle pour lesquels les parents peuvent choisir de ne pas prendre part, et d'autres exigences explicites de l'État. En Mai 2023, la Floride déposa le projet de loi 1069, qui étend l'interdiction totale prévue par la loi, de la maternelle jusqu'à la huitième année (classe de 4e en France),.
Ces lois ont conduit les districts scolaires de Floride à retirer les livres aux contenus LGBTQ+. Dans une tentative de suivre cette loi, le district scolaire du Comté de Lake a restreint l'accès à 40 livres, la plupart traitant de sujets LGBTQ+. Parmi eux, A Day in the Life of Marlon Bundo de Jill Twiss, And Tango Makes Three de Peter Parnell et Justin Richardson, et In Our Mothers' House de Patricia Polacco,,. Citant également cette loi, le Comté de Seminole retira 3 livres dont les personnages étaient LGBTQ+ ou " au genre non conforme" : I Am Jazz de Jessica Herthel et Jazz Jennings, Jacob's New Dress de Ian Hoffman et Sarah Hoffman, et 10,000 Dresses de Marcus Ewert (en),.
En Juin 2023, Parnell et Richardson ont poursuivi le district scolaire du Comté de Lake pour avoir banni And Tango Makes Three pour " raison pédagogique illégitime ",,. Richardson a commenté que, bien que le livre a fait l'objet de restrictions depuis sa sortie en 2005, il n'a jamais été interdit de manière permanente dans une bibliothèque scolaire publique jusqu'en décembre 2022, dans le Comté de Lake.

### Le Système de la Bibliothèque Publique du Comté de Madison, Mississippi
Un maire à Ridgeland, Mississippi a refusé un financement de 110 000 dollars au système de bibliothèque publique du comté de Madisson, qui avait déjà été approuvé par le conseil municipal de la ville. Pour se justifier, il invoqua la possession de livres sur des sujets LGBTQ+ de cette bibliothèque. Selon Tonja Jackson, le directeur exécutif de la bibliothèque, le maire a déclaré qu'il ne débloquerait pas les fonds tant que ces livres n'étaient pas retirés, invoquant ses convictions religieuses. Jakson déclara : « Je lui ai expliqué que nous étions une bibliothèque publique et que nous étions au service de la communauté tout entière. Je lui ai dit que nos collections reflétaient la diversité de notre communauté. Il m'a répondu que la bibliothèque pouvait être au service de qui nous voulions, mais qu'il ne servait que le Seigneur ». McGhee a maintenu que son opposition aux livres LGBTQ+ découlait de plaintes des membres de la communauté.
La bibliothèque a donc entamé une levée de fonds et a récolté 77 000 dollars en l'espace de huit jours. Le conseil municipal s'est réuni en réaction au blocage du financement ; plus de vingt membres du public se sont exprimés, et la réunion dura près de deux heures. Un membre du public a décrit les livres comme " vulgaires " et " pornographiques ",,.

### Le Conseil Scolaire du Comté d'Hamilton, Tennessee
Le conseil scolaire du comté de Hamilton (Tennessee) a créé un comité de révision des livres dans le but de rédiger une politique concernant la sélection de livres dans les CDI et les plaintes relatives aux livres déjà présents sur les étagères. Ce comité était constitué de deux représentants de chacun des neuf district scolaires du Comté au sein duquel chaque membre était invité à partager ses réflexions et ses visions sur cette politique et comment elle pourrait évoluer.
Le comité a été formé après que Tucker McClendon (président du conseil scolaire) ait introduit l'idéeet il a été convenu qu'il serait dirigé par la représentante du district 1, Rhonda Thurman. Cette dernière a expliqué que sa raison de siéger au comité était que « Je veux simplement informer le public sur ce que financent leurs impôts, sur ce qu'il y a dans les bibliothèques, sur le processus ». Dans un article d'opinion personnelle, Thurman a évoqué 4 livres qui seraient inappropriés pour des bibliothèques scolaires : More Than We Can Tell de Brigid Kemmerer (en), On the Come Up d'Angie Thomas, Far from the Three de Robin Benway (en), et The Hate U Give d'Angie Thomas.
Après plusieurs semaines de débats, les nouvelles politiques, 4.402 et 4.403, ont été présentées au conseil scolaire du Comté d'Hamilton lors de sa réunion du 17 mars 2022. La politique exigeait que les livres signalés devaient être étudiés sur la base d'un test censé évaluer l'équilibre entre leur caractère offensant et leur valeur littéraire. Les livres dont le contenu offensant dépassait leur valeur littéraire seraient retirés des étagères du CDI.
Ce sujet faisant débat depuis 2021 au Comté d'Hamilton, de nombreux membres de la communauté représentant les deux parties se sont exprimés sur les modifications proposées pour cette politique. Beaucoup d'organisations, comme la Tennessee Association of School Librarians, la Tennessee Library Association, et Friends of the Tennessee Libraries se sont positionnés contre le conseil scolaire et Thurman, évoquant que "la liberté de lecture et l'accès sans entrave à l'information des étudiants était protégée par leurs droits garantis par le Premier Amendement". Lorsque le conseil s'est réuni le 17 mars 2022, environ 10 membres de la communauté se sont adressés au conseil scolaire autant en faveur qu'en défaveur de la nouvelle politique proposée.
Les politiques 4.402 et 4.403 sont en cours de révision et mise à jour par l'avocat du conseil scolaire, Scott Bennett. Une fois finalisées, ces politiques seront ensuite soumises et devront faire l'objet d'un débat au sein du conseil et de deux votes distincts pour qu'elles soient adoptées.

### Gender QueeretA Court of Mist and Furyen Virginie
En mai 2022, Tim Anderson, qui était un délégué Républicain au sein du Conseil des Délégués de Virginie, a déposé deux ordonnances de restriction temporaires à l'encontre des livres Gender Queer et A Court of Mist and Fury, dans le but d'en limiter la distribution aux mineurs par les libraires et les bibliothèques. Anderson l'a fait au nom de Tommy Altman, un autre homme politique qui se présentait comme Républicain au Congrès. Un groupe de libraires et d'organisations indépendantes représentées par l'Union Américaine pour les Libertés Civiles de Virginie, a déposé un mémoire affirmant que les motions étaient inconstitutionnelles. Barnes & Nobles a également déposé une demande de non-lieu. Le juge le prononça quelques mois plus tard, en août,.

### Iowa:GLBT Youth in Iowa Task ForcecontreReynoldsetPenguin Random HousecontreRobbins(2023)
En Iowa, le Dossier Sénatorial 496 (DS 496) a été introduit et promulgué par la Législature de l'Iowa début 2023. Connu sous les noms de loi "Ne Dites Pas Gay", de loi "Interdiction des livres" et de loi "Droits Parentaux", la mesure a été promulguée par le gouverneur de l'Iowa, Kim Reynolds, le 26 mai. Certaines de ses dispositions sont entrées en vigueur le 1er juillet 2023.
Une coalition de familles et de groupes de défenses LGBTQ+ ont poursuivi la Cour du District des États-Unis pour le District Sud de l'Iowa en novembre 2023. L'éditeur Penguin Random House, quatre auteurs de bestsellers ainsi que des éducateurs ont conduit une poursuite judiciaire séparée le même mois.
Le juge Stephen H. Locher statua sur une injonction contre certaines parties de la loi le 29 décembre 2023, qualifiant la loi de "bien trop vaste",.

### La Loi 436 en Louisiane
En Louisiane, la Loi 436 (anciennement SB7) de la session ordinaire de 2023 a été signée par le Gouverneur Démocrate, John Bel Edwards, en juin et entra en vigueur le 1er août 2023. La loi exigeait de toutes les bibliothèques publiques de l'état de Louisiane d' "adopter une politique visant à restreindre l'accès aux mineurs aux contenus sexuellement explicites". Les bibliothèques de l'état avaient jusqu'au 1er juin 2024 pour appliquer ces nouvelles politiques, sans quoi leurs subventions de maintenance et d'entretien leur seraient coupées.
La loi exige spécifiquement la création d'un nouveau système de carte de bibliothèque qui oblige les parents ou les tuteurs à choisir si les mineurs sont autorisés à emprunter des documents jugés sexuellement explicites par le conseil de contrôle de la bibliothèque. La Loi 436 définit comme contenus sexuellement explicites comme tout "contenu textuel, visuel, audio, produit dans n'importe quel medium, dépeignant ou décrivant l'acte sexuel".
Les bibliothécaires qui ont résisté aux interdictions de livres ont été la cible de menaces et de harcèlement.

### Le projet de loi 710, Idaho
Le projet de loi 710 de l'Idaho, promulgué en avril 2024, exige des CDI et bibliothèques publiques de déplacer les documents jugés nuisibles aux mineurs vers une section réservée aux adultes. Auquel cas, les membres de la communauté sont autorisés à les poursuivre et obtenir 250$ de dommages et intérêts. La loi se fonde sur la définition existante de l'état de l'Idaho, des contenus obscènes, ce qui inclus "tout acte… d'homosexualité". L'Association des Bibliothèques d'Idaho a dénoncé les définitions de ce que sont ces contenus nuisibles aux mineurs données par la loi, étaient vagues et subjectives,. En février 2025, Penguin Random House a intenté une action en justice avec plusieurs autres éditeurs, un district de bibliothèques, la Guilde des auteurs, un enseignant, des étudiants et des parents, affirmant que la loi était trop vague et violait le premier amendement. La plainte soutient que les bibliothèques sont contraintes de retirer des livres en prévention, faute de pouvoir assumer les frais de justice en cas de poursuites. En mai 2024, une bibliothèque trop petite pour créer une section pour adultes, a été obligée de refuser les mineurs de rentrer sans la présence d'un parent ou d'un représentant légal. Ce dernier devait signer une décharge complexe tripartite pour permettre à leur enfant d'utiliser les services de la bibliothèque,.